# Rainer Ulrich
Rainer Ulrich (Mannheim, 4 giugno 1949 – 9 gennaio 2023) è stato un calciatore e allenatore di calcio tedesco, di ruolo difensore.

## Carriera

### Calciatore
In attività giocava come difensore e ha vestito unicamente le maglie del Waldhof Mannheim e del Karlsruhe. Col Karlsruhe ha giocato più di 300 partite, con cui ha vinto il campionato di 2. Fußball-Bundesliga nel 1975.

### Allenatore
Costretto a lasciare il calcio giocato per via di un infortunio, Ulrich si è dedicato alla carriera di allenatore senza grossi successi. Tuttavia ha dimostrato di avere un buon rapporto con i calciatori dei settori giovanili ed è stato lui a lanciare giocatori come Oliver Kahn, Dietmar Hamann, Alexander Zickler, David Alaba ed Emre Can.

## Palmarès

### Calciatore
- 2. Fußball-Bundesliga: 1

Karlsruhe: 1974-1975 (girone sud)